# Simon Ifèdé Ogouma
Simon Ifèdé Ogouma, né le 21 Novembre 1935 en 1933 ou 1934 et mort le 29 janvier 2023, est un homme politique béninois, qui a été ministre des Affaires étrangères.

## Biographie

### Carrière politique
Simon Ifèdé Ogouma est nommé ministre des Affaires étrangères du Bénin de 1980 à 1982 sous le régime du général Mathieu Kérékou,.